# Włodkowo
Włodkowo (deutsch Sophienhof) ist ein Ort in der polnischen Woiwodschaft Ermland-Masuren und gehört zur Landgemeinde Górowo Iławeckie (Landsberg) im Powiat Bartoszycki (Kreis Bartenstein) – bis 1945 zum Kreis Preußisch Eylau in Ostpreußen.

## Geographische Lage
Włodkowo liegt im Nordwesten der Woiwodschaft Ermland-Masuren, 24 Kilometer südwestlich der frühere und heute auf russischem Staatsgebiet gelegenen Kreisstadt Preußisch Eylau (russisch Bagrationowsk) bzw. 34 Kilometer westlich der heutigen Kreismetropole Bartoszyce (deutsch Bartenstein).

## Geschichte
Um 1755 wurde Sophienhof gegründet und war als Vorwerk ein Wohnplatz von Gut Klein Steegen (polnisch Stega Mała), das 1928 mit Groß Steegen (Stega Wielka) zu Alt Steegen fusionierte. Im Jahre 1910 zählte Sophienhof 44 Einwohner.
In Kriegsfolge kam Sophienhof 1945 mit dem gesamten südlichen Ostpreußen zu Polen. Der Ort erhielt die polnische Namensform „Włodkowo“, wurde wohl in den ersten Nachkriegsjahren noch besiedelt, dann aber verlassen. Heute stehen in Włodkowo keine Gebäude mehr. Der Ort liegt im Bereich der Gmina Górowo Iławeckie (Landgemeinde Landsberg) im Powiat Bartoszycki (Kreis Bartenstein), von 1975 bis 1998 der Woiwodschaft Olsztyn, seither der Woiwodschaft Ermland-Masuren zugehörig.

## Religion
Bis 1945 war Sophienhof in das Kirchspiel der evangelischen Kirche Guttenfeld (polnisch Dobrzynka) in der Kirchenprovinz Ostpreußen der Kirche der Altpreußischen Union eingegliedert.
Włodkowo liegt jetzt im Gebiet der römisch-katholischen Pfarrei Kandyty (Canditten) im Erzbistum Ermland.

## Verkehr
Włodkowo liegt an einer Nebenstraße, die Stega Mała (Klein Steegen) mit Okopek (Wilhelmsberg) verbindet.